# No Prayer for the Dying
No Prayer For The Dying —en español: Ninguna oración para los moribundos— es el octavo álbum de estudio de la banda de heavy metal Iron Maiden lanzado el 1 de octubre de 1990. Janick Gers entró en sustitución de Adrian Smith en la guitarra, no obstante la canción Hooks in You, de coautoría entre Bruce Dickinson y Smith, quedó como parte del disco.

## Trasfondo y grabación
Después de que terminara la gira de su álbum anterior Seventh Son of a Seventh Son (que se llamó Seventh Tour of a Seventh Tour) en 1989, la banda se tomó el resto de ese año como sabático. Bruce Dickinson se había tomado ese tiempo para aprender a ser piloto de aviación (la canción Tailgunner habla supuestamente de los aviones), una de los principales aficiones, mientras que Adrian Smith, había formado un proyecto en solitario llamado Adrian Smith and Proyect, más conocido como ASAP.
En 1990 Smith, quien había sido miembro de la banda desde 1980 (no en el álbum homónimo, donde todavía participaba Dennis Stratton)  hasta ese tiempo, anunció que dejaba el grupo. Una de las principales razones fue que el material para el disco fue grabado demasiado rápido y el quería tomarse más tiempo en grabar las canciones, pese a ello, antes de la grabación del álbum logró participar en temas como Holy Smoke, Hooks in You, Tailgunner y Public Enema Number One, sin embargo, solo logró aparecer en el álbum interpretando el tema Hooks in You. Cuando Smith la dejó, Bruce Dickinson, el vocalista, había llamado a un amigo que él tenía llamado Janick Gers, quien había apoyado a Dickinson en la grabación de su álbum en solitario (también publicado en 1990) titulado Tattooed Millionaire, para ello, Bruce le pidió a Gers que se aprendiera algunas de las canciones más famosas de la banda, así como las nuevas para este disco.
La banda se había reunido en la casa del bajista Steve Harris, los Barnyard Studios, en Essex, Inglaterra. La idea era de que compondrían y escribirían las canciones en casa de Steve para luego grabarlas en Londres, sin embargo, hubo un cambio de planes y el material se grabó en el estudio de Steve utilizando el Rolling Stones Mobile junto con su productor Martin Birch.
Al final, No Prayer for the Dying se grabó entre junio y septiembre de 1990 y se publicó oficialmente el 1 de octubre de 1990.

## Análisis
Este disco marcó una vuelta de la banda más hacia sus raíces, después de una evolución sistemática, pero muy marcada, desde la "crudeza" de sus primeros discos, hasta lo más progresivo de Somewhere in Time y Seventh Son of a Seventh Son, sin embargo, en canciones como Mother Russia, se aprecia a su vez, la continuidad del sonido de los dos últimos discos predecesores. 
Esta vuelta a los orígenes se aprecia en composiciones más directas que recuerdan un poco al estilo musical de los primeros álbumes (como Iron Maiden y Killers), en los que no se utilizaron teclados ni sintetizadores. El resto del disco, en general, complació a críticos y aficionados con canciones como «The Assassin», «Holy Smoke» o «Bring You Daughter... to the Slaughter», «Tailgunner», «Mother Russia», etc., convirtiéndose en el número dos de las listas del Reino Unido.
Cabe destacar el dibujo de la portada, donde aparece de nuevo un Eddie the Head con el pelo largo, lo perdió en Piece of Mind aunque lo volvería a perder en Fear of the Dark dos años después.
También cabe señalar que la canción «Holy Smoke» en parte de su letra está dedicada a Jimmy Swaggart, un predicador que tenía un ministerio religioso en la TV norteamericana, y que utilizó la imagen de la banda en uno de sus libros acusándolos de satánicos, lo cual obligó a Steve Harris a demandar al predicador por difamación y utilización de la imagen de la banda sin autorización.
La justicia no tardaría en llegar para la banda, ya que en medio de las demandas, Swaggart fue sorprendido en andanzas indecorosas con una prostituta, debido al seguimiento que otro famoso predicador de la época, perteneciente a la competencia por la supremacía de ministerios tele-evangelísticos en EEUU, Jim Bakker de The PTL Club contrató como venganza debido a las acusaciones que el propio Swaggart hizo contra él, por adulterio con su secretaria.
Harris finalmente triunfó en el juicio, y a modo de sorna, compuso junto con Dickinson el tema Holy Smoke, y la portada del disco sugiera una imagen muy similar a la de Swaggart. En la reedición de 1998, el supuesto Swaggart no aparece, y además sale una inscripción en la tumba de Eddie (la placa estaba en la portada de 1990 pero no decía nada) y que señala; «after the daylight the night of pain that is not dead which can rise again, Riggs 1998», que en español sería «después de la luz del día, la noche de dolor, que no está muerta, se puede levantar otra vez».

## Lista de canciones
| N.º   | Título                                    | Escritor(es)       | Duración |  |
| 1.    | «Tailgunner»                              | Dickinson / Harris | 4:15     |  |
| 2.    | «Holy Smoke»                              | Dickinson / Harris | 3:49     |  |
| 3.    | «No Prayer for the Dying»                 | Harris             | 4:23     |  |
| 4.    | «Public Enema Number One»                 | Murray / Dickinson | 4:13     |  |
| 5.    | «Fates Warning»                           | Murray / Harris    | 4:12     |  |
| 6.    | «The Assassin»                            | Harris             | 4:19     |  |
| 7.    | «Run Silent Run Deep»                     | Dickinson / Harris | 4:35     |  |
| 8.    | «Hooks in You»                            | Smith / Dickinson  | 4:08     |  |
| 9.    | «Bring Your Daughter... to the Slaughter» | Dickinson          | 4:45     |  |
| 10.   | «Mother Russia»                           | Harris             | 5:32     |  |
| 43:54 |                                           |                    |          |  |

## Integrantes
- Steve Harris - bajista
- Bruce Dickinson - vocalista
- Dave Murray - guitarrista
- Janick Gers - guitarrista
- Nicko McBrain - baterista
- Adrian Smith - guitarrista en Hooks in You